# Your place
「your place」（ユア プレース）は、2005年10月5日に発売されたTourbillonの2枚目のシングルである。
オリコンチャート初登場・最高位13位。

## 概要
- INORAN作曲。制作前にRYUICHIとINORANは「曲も詞も結構書いているけど同じような言葉だとよくないね」「同じような言葉でも歌っている内容は違うと思うけど」という話をしていた。そのすぐあとに「your place」の歌詞が出てきて「INORANも言葉の使い方とか、言いたいこと結構似ているよね」という話になり、改めてお互いの表現を確認しあったという。
- 「応援歌」「聴くと安心するような曲」「ライブのオチになる曲」と評価している。その後のライブではアンコールやライブ終盤に演奏されることが多い。
- カップリングの「舞」はピアノによるインストゥルメンタルである。RYUICHIが当時の雑誌インタビューなどで「インストを作るのも結構悪くない」と語っているように、2枚目のアルバム『A Tide of New Era』ではギターとピアノをメインとしたインストが収録されている。

## 収録曲
1. your place
作詞・作曲:INORAN/編曲:Tourbillon
2. 舞
作曲:H.Hayama/編曲:Tourbillon
3. your place-instrumental